# Rudolph Schevill
Rudolph Schevill (18 de juny de 1874, Cincinnati, Ohio - 17 de febrer de 1946, Berkeley, Califòrnia) fou un hispanista i cervantista nord-americà.

## Biografia
Es va graduar a la Universitat Yale el 1896 i es va doctorar a la Universitat de Múnic el 1898. Va fer una tesi sobre l'estudi de les relacions entre August Wilhelm Schlegel i el drama francès. Estudià també a La Sorbona, al Collège de France i a la Universitat de Madrid. Començà a ensenyar francès i alemany a la Universitat de Bucknell i alemany a la Sheffield Scientific School de Yale; entre el 1900 i el 1901 fou instructor de francès i castellà i professor ajudant de castellà a Yale entre el 1901 i el 1910. En aquell últim any fou cridat com a professor de llengua i literatura espanyoles a la Universitat de Califòrnia a Berkeley i cap del departament de llengües romàniques.
Es va casar amb Margaret Schevill, una pintora i especialista en la cultura navajo,  -es van divorciar el 1939. Schevill dominava les cultures i llengües d'Alemanya, França i Espanya i era un gran melòman. Hi va viure amb la seva esposa en una casa amb vistes a la badia de San Francisco, que va ser eixamplada per l'arquitecte Charles K. Sumner (1874–1948) amb la «sala gran» que tenia una acústica excel·llent. Margaret Schevill hi organitzava salons, al qual, entre d'altres, Pau Casals va tocar de violoncel i Dylan Thomas hi va llegir poesies.
Escrigué sobretot articles sobre filologia hispànica a les revistes Romanische Forschungen, Revue Hispanique i Modern Language Notes, i preparà edicions i estudis sobre autors clàssics: Juan de Timoneda, Lope de Vega, Luis Vélez de Guevara; i també moderns: Juan Valera, Gaspar Núñez de Arce, Pedro Antonio de Alarcón. Va estudiar la influència d'Ovidi en les literatures hispàniques a l'època del Renaixement i va publicar els resultats al llibre Ovid and the Renascence in Spain. Durant molts anys estudià la figura de Miguel de Cervantes i particularment les influències sobre ell exercides per l'antiguitat clàssica i les literatures estrangeres; com a resum de les seves investigacions monogràfiques publicà un llibre de síntesi Cervantes (1919). El 1914 i en col·laboració amb Adolfo Bonilla y San Martín emprengué l'edició de les Obras completas de Cervantes, tasca que va acabar sol quan morí el seu col·laborador el 1926. L'últim volum aparegué el 1941. Traduí a l'anglès El niño de la bola de Pedro Antonio de Alarcón.
El 1918 va ser elegit membre de l'Acadèmia Americana de les Arts i les Ciències.

## Obres
- Ovid and the Renascense in Spain, 1913.
- El arte dramático de Lope de Vega (1918)
- Cervantes (1919)